# Sumbu Kalambay
Patrizio Sumbu Kalambay (Lubumbashi, 10 aprile 1956) è un ex pugile congolese (Repubblica Democratica del Congo) naturalizzato italiano nel 1984.
In carriera è stato campione italiano (1985-1987), europeo (1987 e 1990-1993) e mondiale (1987-1989) dei pesi medi.

## Biografia

### Carriera da dilettante
Nato nell'allora Congo belga, il giovane Kalambay iniziò ad appassionarsi al pugilato intorno ai 13 anni, quando venne condotto ad assistere ad un allenamento da un amico che frequentava una palestra.
Da dilettante disputò 95 incontri vincendone ben 90. A dispetto del record, non poté partecipare ai Giochi olimpici di Mosca 1980, a causa del boicottaggio americano, che coinvolse anche la sua nazione di nascita.

### Carriera tra i professionisti
Trasferitosi in Italia, debuttò tra i professionisti con licenza italiana il 10 ottobre 1980, in Austria, battendo un pugile locale. Acquisirà la cittadinanza italiana nel 1984. Aggiungerà allora al proprio nome anche quello di Patrizio, in onore del Campione olimpico e mondiale dei superleggeri Patrizio Oliva.
Dopo aver perso il terzo incontro ai punti e pareggiato il quarto, risultati che sembrarono al momento ridimensionare le ambizioni del pugile, conseguì una serie di 29 vittorie, tra cui quella del 1982 contro il futuro campione mondiale dei superwelter Buster Dryton, che lo portarono ad essere considerato uno dei migliori pesi medi italiani.
Al termine di questa serie positiva, nel 1985 ad Atlantic City,  Kalambay venne sconfitto ai punti da Dwaine Thomas. In seguito, battendo Giovanni De Marco a Caserta, il 26 settembre 1985, divenne campione italiano dei pesi medi.
Il titolo europeo, ormai era a portata di mano di Kalambay. Tuttavia, anche a causa delle condizioni del campione, l'anziano ugandese Ayub Kalule (di passaporto danese), l'occasione tardava ad arrivare. Quando l'incontro fu allestito, il 19 dicembre 1985, ad Ancona, Kalambay perse ai punti con decisione non unanime.
Il 25 maggio 1987, finalmente, alla seconda occasione europea, Kalambay batté il nuovo campione Herol Graham (che aveva tolto il titolo proprio a Kalule) e conquistò il titolo continentale.
Nell'incontro seguente, svoltosi a Livorno il 13 ottobre 1987, venne assegnato il titolo mondiale dei medi WBA  lasciato formalmente vacante da Marvin Hagler. La WBA, infatti, non aveva riconosciuto il combattimento tra Hagler e Leonard terminato con la vittoria di quest'ultimo, e colse l'occasione del ritiro di Hagler dalla boxe per allestire autonomamente un match con il titolo in palio. 
Kalambay sconfisse ai punti il possente Iran Barkley, divenendo così il terzo italiano, dopo Nino Benvenuti e Vito Antuofermo a conquistare il titolo mondiale della categoria, ancorché riconosciuto soltanto dalla WBA.
Il 5 marzo 1988 Kalambay si confermò campione battendo il giamaicano Mike McCallum, difendendo in seguito il titolo, nel giugno dello stesso anno, contro Robbie Simms e a novembre contro Doug DeWitt.
Dichiarato decaduto "a tavolino" dalla WBA, per aver scelto di combattere per il titolo mondiale IBF, invece che con lo sfidante ufficiale WBA, Kalambay, il 25 marzo 1989 a Las Vegas, si batté con Michael Nunn proprio per il titolo IBF, ma fu sconfitto con un KO in 88 secondi, l'unica sconfitta subita prima del limite dal pugile italo-congolese.
In seguito, nel 1990, riconquistò l'europeo dei medi contro Francesco Dell’Aquila, difendendo poi il titolo in varie occasioni, fino all'ottobre del 1992.
La rivincita contro McCallum, con in palio il titolo mondiale WBA, nel 1991, terminò con una sconfitta ai punti.
Kalambay si ritirò nel 1993, dopo aver perso ai punti una nuova sfida valida per il mondiale dei medi WBO contro il britannico Chris Pyatt.

### Dopo il ritiro
Kalambay da anni vive a Chiaravalle, nelle Marche, ed è stato l'allenatore dei pugili Michele Piccirillo, Paolo Vidoz e del nipote Carel Sandon.
Il figlio Patrick, pur non seguendo le orme paterne, è ugualmente uno sportivo professionista, essendo un calciatore; in carriera ha militato in squadre come Ancona, Fermana, Milan e Como.

## Palmarès
- 1985 Campione d'Italia Pesi Medi
- 1987 Campione d'Europa Pesi Medi
- 1987 Campione Mondiale WBA Pesi Medi
- 1990 Campione d'Europa Pesi Medi